# Żyłka (województwo lubelskie)
Żyłka – wieś w Polsce położona w województwie lubelskim, w powiecie tomaszowskim, w gminie Bełżec.
W latach 1975–1998 miejscowość administracyjnie należała do województwa zamojskiego.
Wieś jest sołectwem w gminie Bełżec. Według Narodowego Spisu Powszechnego z roku 2011 wieś liczyła 93 mieszkańców.
W czasie II wojny światowej, wczesnym rankiem 4 października 1942 r. miała miejsce krwawa pacyfikacja Żyłki, Lubyczy Królewskiej, Lubyczy-Kniazie, Szalenika, przeprowadzona przez niemieckich okupantów. Niemcy zamordowali wtedy około 53 niewinnych cywilów. Pretekstem było fałszywe oskarżenie ludności cywilnej przez wachmanów z załogi niemieckiego obozu zagłady SS-Sonderkommando Belzec w Bełżcu, pilnujących koni komendanta obozu SS-Hauptsturmführera Gotlieba Heringa – o podpalenie stajni z 3 końmi. Sprawcami podpalenia byli sami pijani wachmani z obozu zagłady. Zemsta (oparta na fałszywych oskarżeniach wachmanów) komendanta niemieckiego obozu zagłady w Bełżcu Gotlieba Heringa na ludności cywilnej była krwawa. Wyruszył on na czele około 100 niemieckich strażników i wachmanów z obozu aby mordować okoliczną ludność.
W Żyłce okupanci niemieccy bestialsko rozstrzelali 7 ludzi: 18-letniego Władysława Czekierdę, Józefa Borowskiego, 50-letniego rolnika Jana Pocipanego, parobka z Szalenika o nieznanym nazwisku NN, Michała Maryńczaka (mieszkańca Jarczowa, który próbował ratować się ucieczką), Bronisława Brodowskiego (na oczach jego matki, strzałem w głowę) i mężczyznę z Chodywaniec, który tylko przebywał na noclegu u znajomego w Żyłce. W miejscu mordu postawiono kaplicę pw. Najświętszej Maryi Panny Częstochowskiej.
W latach 1973–1986 Żyłka należała do gminy Jarczów. 1 lipca 1986 została przeniesiona do Lubycza Królewska. 1 stycznia 2007 Żyłkę (wraz z Brzezinami) przeniesiono do gminy Bełżec.
Wierni Kościoła rzymskokatolickiego należą do parafii Matki Bożej Królowej Polski w Bełżcu.

## Galeria

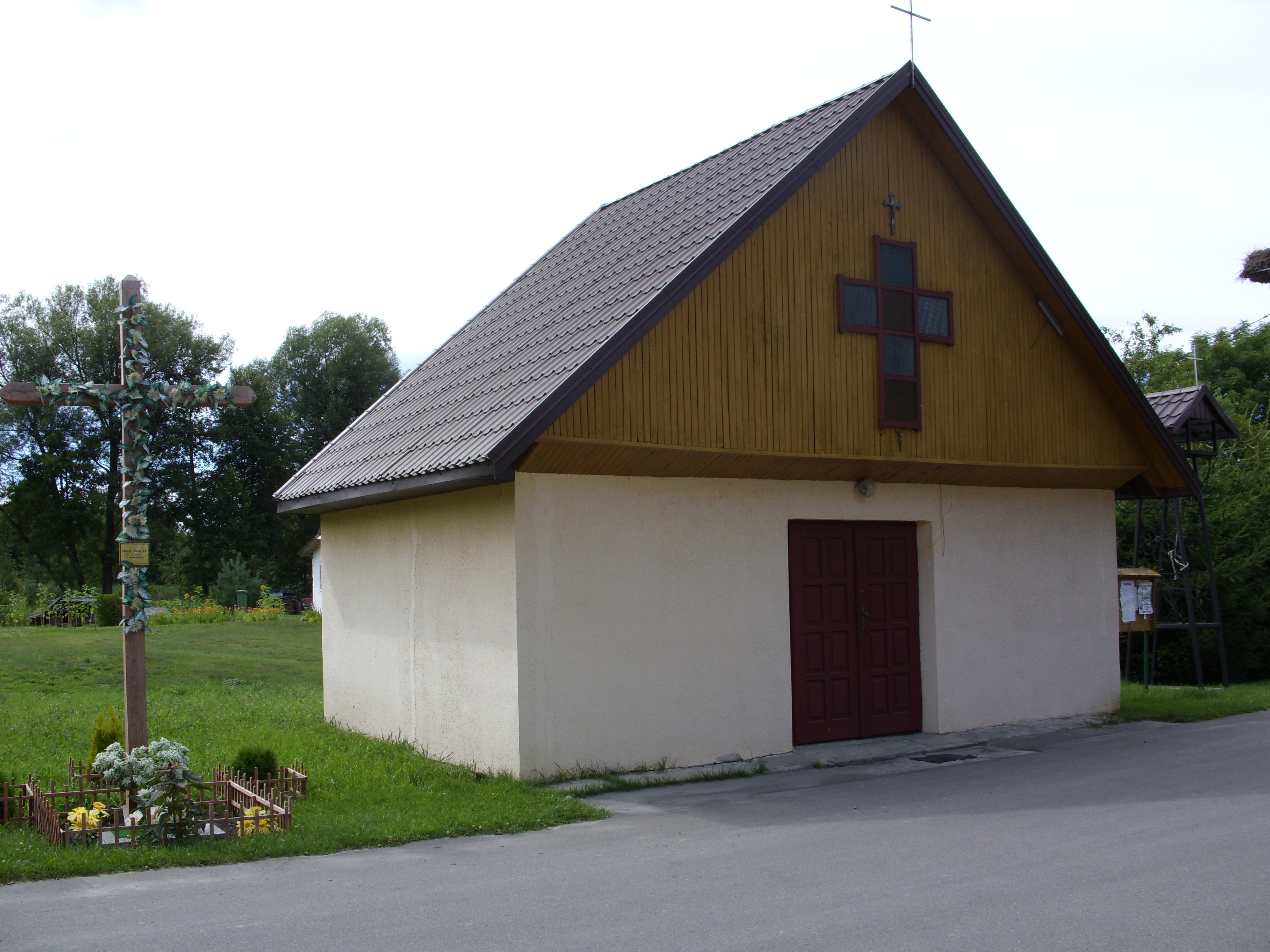
Kaplica upamiętniająca  rozstrzelenie 7 mieszkańców
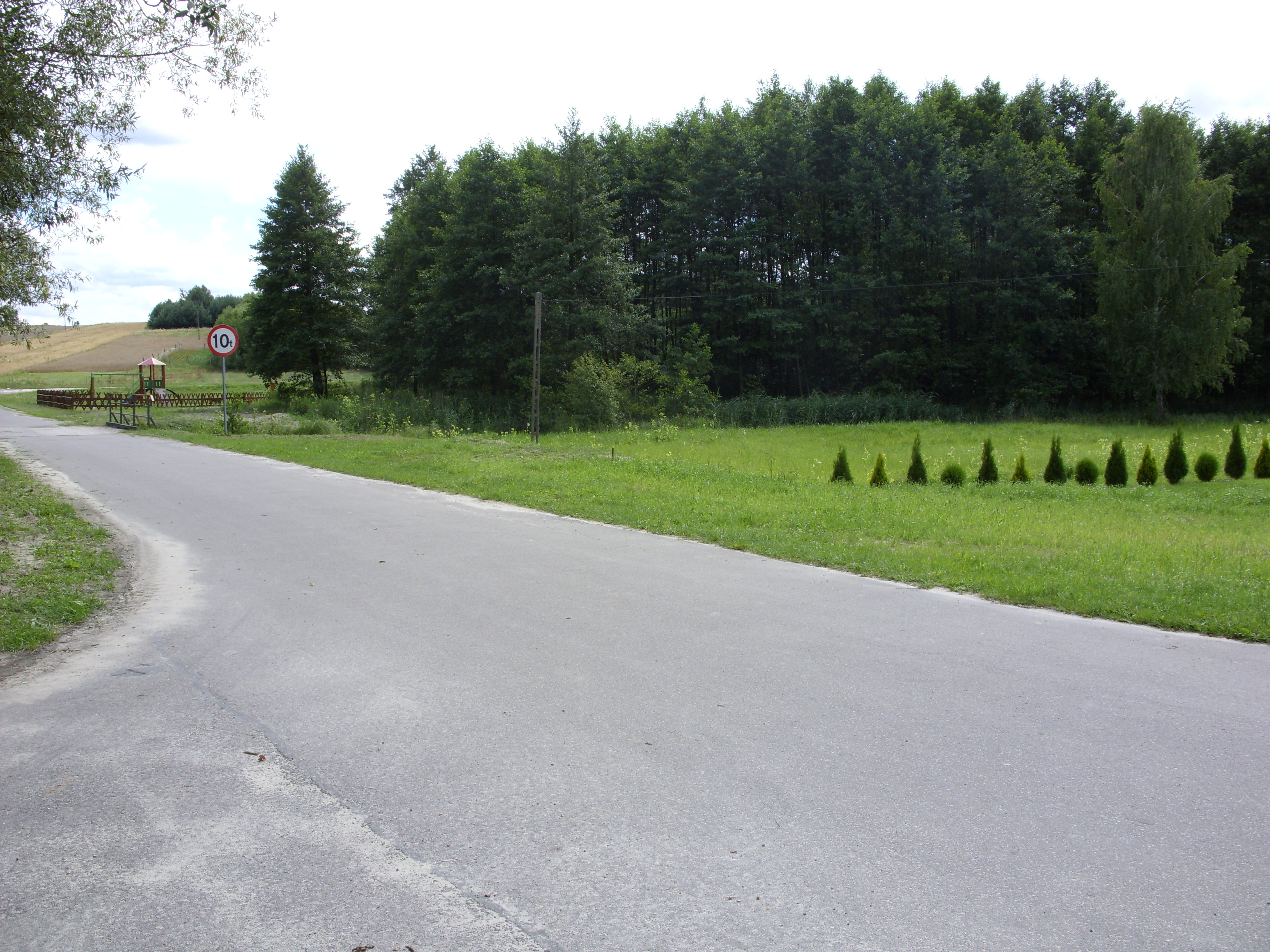
Żyłka, droga i plac zabaw
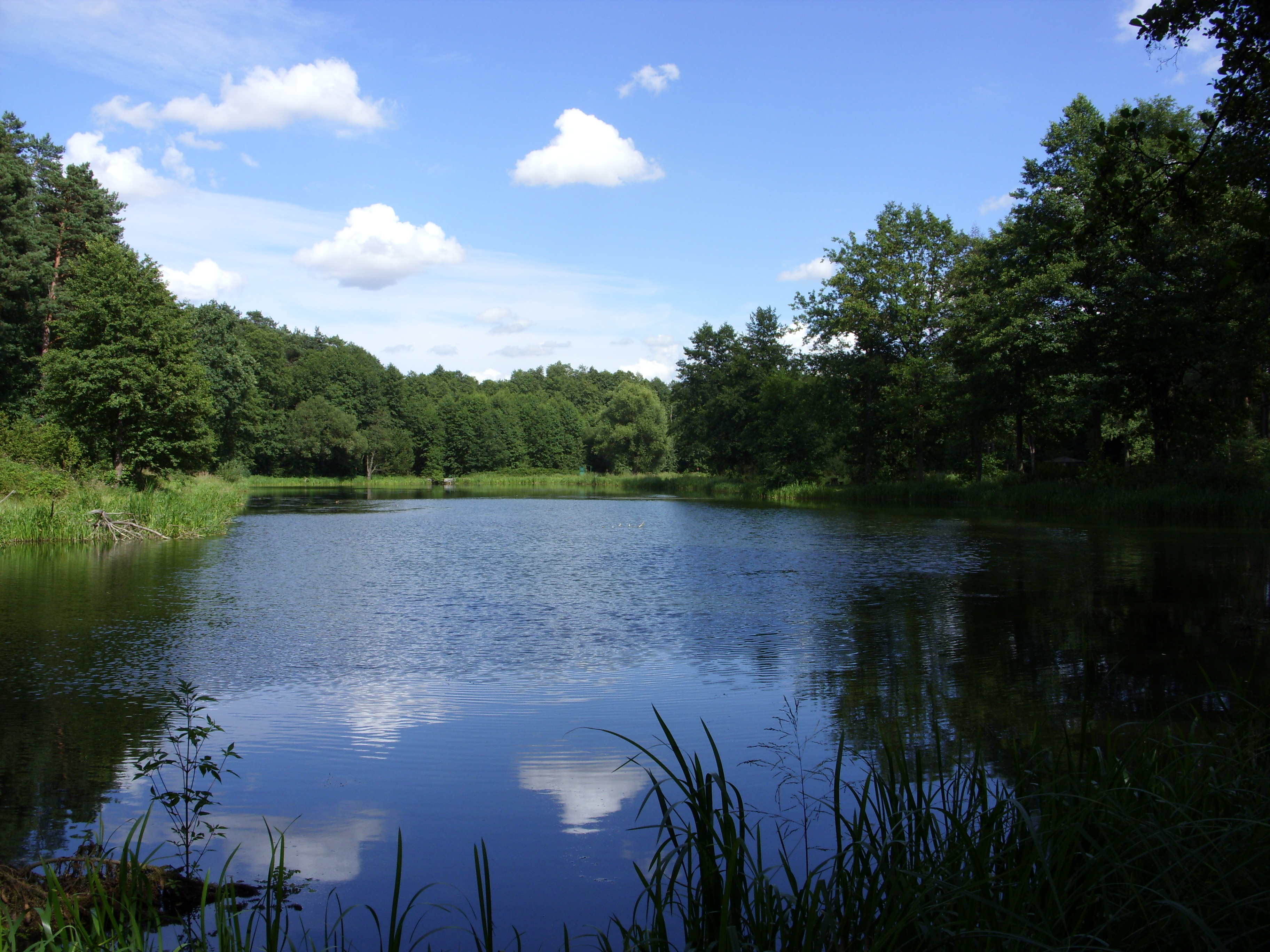
Zalew „Młynki” w Żyłce